# Milan Luhový
Milan Luhový, né le 1er janvier 1963 à Ružomberok (Tchécoslovaquie), est un footballeur slovaque, qui évoluait au poste d'attaquant au Dukla Prague et en équipe de Tchécoslovaquie.
Luhový a marqué sept buts lors de ses trente-et-une sélections avec l'équipe de Tchécoslovaquie entre 1982 et 1991.

## Carrière
- 1979-1982 : Gumárne Púchov
- 1981-1984 : SK Slovan Bratislava
- 1984-déc. 1989 : Dukla Prague
- jan. 1990-1992 : Real Sporting de Gijón
- jan. 1993-1993 : AS Saint-Étienne
- 1993-déc.1994 : PAOK Salonique
- jan. 1995-1995 : Saint-Trond VV

## Palmarès

### En équipe nationale
- 31 sélections et 7 buts avec l'équipe de Tchécoslovaquie entre 1982 et 1991.
- Quart de finaliste à la coupe du monde 1990.

### Avec le Slovan Bratislava
- Vainqueur de la Coupe de Tchécoslovaquie de football en 1982.

### Avec le Dukla Prague
- Vainqueur de la Coupe de Tchécoslovaquie de football en 1985 et 1990.